# The Garden of Fate
The Garden of Fate è un cortometraggio muto del 1910 diretto da Harry Solter. Il film era interpretato da Hazel Neason, un'attrice di Pittsburgh che aveva debuttato l'anno precedente con J. Stuart Blackton.

## Produzione
Il film fu prodotto dall'Independent Moving Pictures Co. of America (IMP)

## Distribuzione
Il film - un cortometraggio in una bobina - uscì nelle sale il 13 ottobre 1910, distribuito dalla Motion Picture Distributors and Sales Company.